# Gracilodes nyctichroa
Gracilodes nyctichroa är en fjärilsart som beskrevs av George Francis Hampson 1926. Gracilodes nyctichroa ingår i släktet Gracilodes och familjen nattflyn. Inga underarter finns listade i Catalogue of Life.